# Неотропіка

Неотропіка —  біогеографічний регіон, що охоплює всю  Південну Америку, частину  Центральної Америки, острови  Карибського басейну і південну частину  Флориди. До того, як Південна і Північна Америка були з'єднані  Панамським перешийком, на обох континентах існували різні зоологічні та ботанічні світи. Незважаючи на деяке взаємопроникнення біологічних видів, відмінності континентів збереглися і до нашого часу. В Неотропіках, як і в  Антарктиді та  Австралії, переважають види, успадковані від стародавнього континенту Гондвана.

## Найхарактерніші види тварин
- птахи — у Неотропіках трапляються близько 2900 видів птахів, тобто більше, ніж у будь-якій іншій із зоогеографічних областей. Однак значна кількість із них представлені малими популяціями, пов'язаними з окремими гірськими масивами чи річковими долинами. На рівні родин ендемізм виражений особливо яскраво, ендемічні понад 20 родин, зокрема: Паламедеєві (Anhimidae) — 3 види, Краксові (Cracidae) — 50 видів, Арамові (Aramiidae) — 1 вид, Агамієві (Psophiidae) — 3 види, Тіганові (Eurypygidae) — 1 вид, Каріамові (Cariamidae) — 2 види, Туканові (Ramphastidae) — 34 види, Тодієві (Todidae) — 5 видів, Момотові (Momotidae) — 9 видів; із підряду Тирановидних, або неспівочих горобцеподібних (Tyranni) — 9 родин, з майже 800 видами: Горнерові (Furnariidae), Котингові (Cotingidae), зокрема гребнечуби (Rupicola spp.), рари (Phytotoma spp.) і арапонги (Procnias spp.), а також кондори (Cathartidae), гарпії (Accipitridae), папуги (Psittacidae), дереволазні (Dendrocolaptidae) та інші горобцеподібні. Із підряду Горобцевидних, або співочих горобцеподібних (Passeri, або Oscines) — Саякові, або Танагрові (Thraupidae). Лише у цій області трапляється єдиний вид ендемічного ряду Гоациноподібних (Opisthocomiformes) — гоацин (Opisthocomus hoazin, Opisthocomidae). Південну Америку через велике різноманіття пернатих називають «пташиним континентом»; лише в Колумбії налічують близько 1600 видів птахів (більше ніж у будь-якій іншій країні Земної кулі). Неотропіки є центром походження і областю максимальної кількості надзвичайно яскравих і дрібних птахів родини Колібрієвих (Trochilidae) — більше 300 видів[1].
- ссавці — представники цілого ряду широконосих мавп (відсутність вузьконосих мавп), ціла низка характерних родин гризунів (шиншили, капібари, агуті). Ендемічними родинами є лінивці і частково мурахоїди, а також представники кажанів (листоноси та вампіри).
- плазуни — широко представлені отруйні змії і удави (наприклад, анаконда та боа).
- амфібії тільки безхвості і безногі, багато отруйних жаб.
- риби представлені понад 5700 видів. 43 ендемічні родини і підродини.

Метелики неотропіків
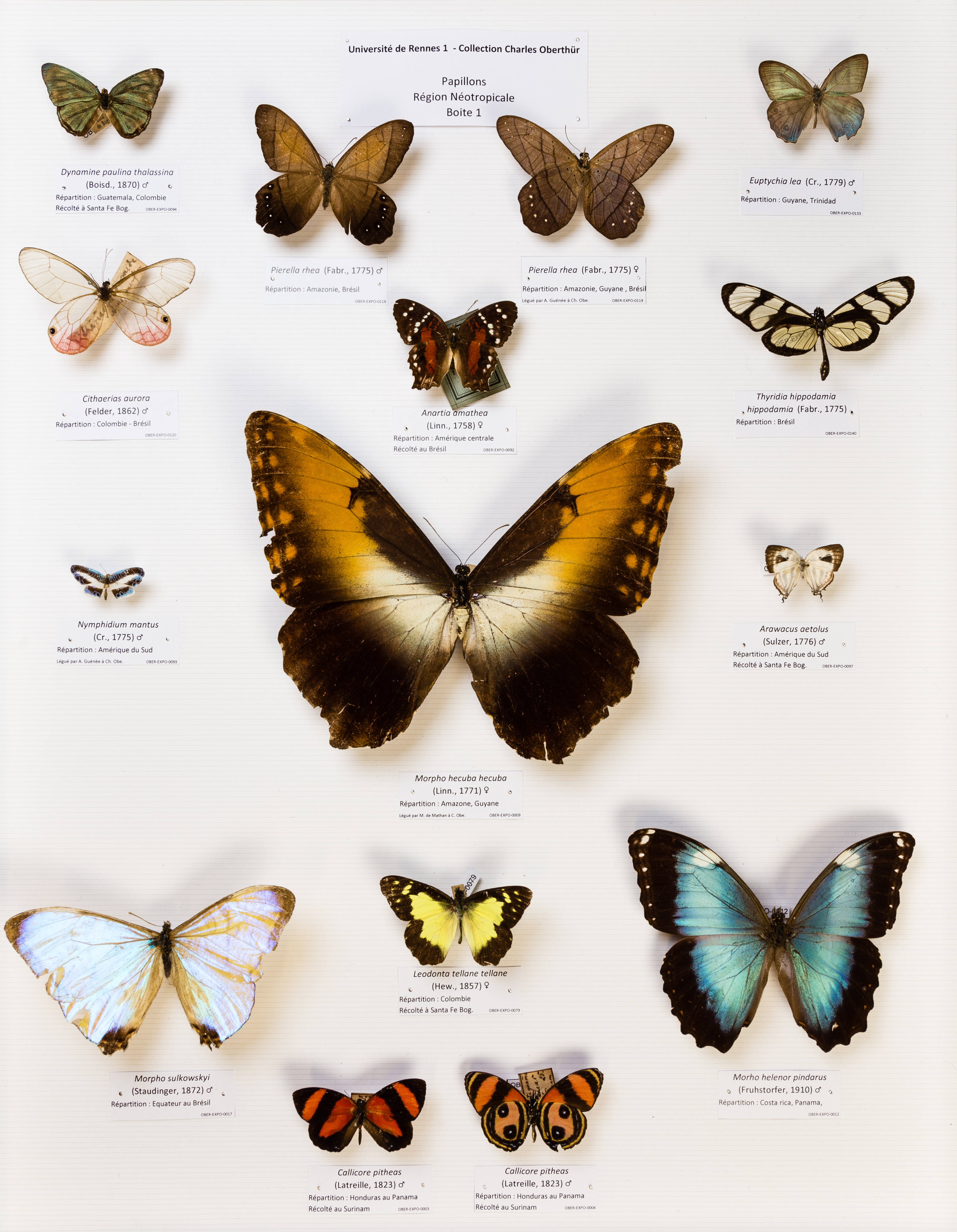
border
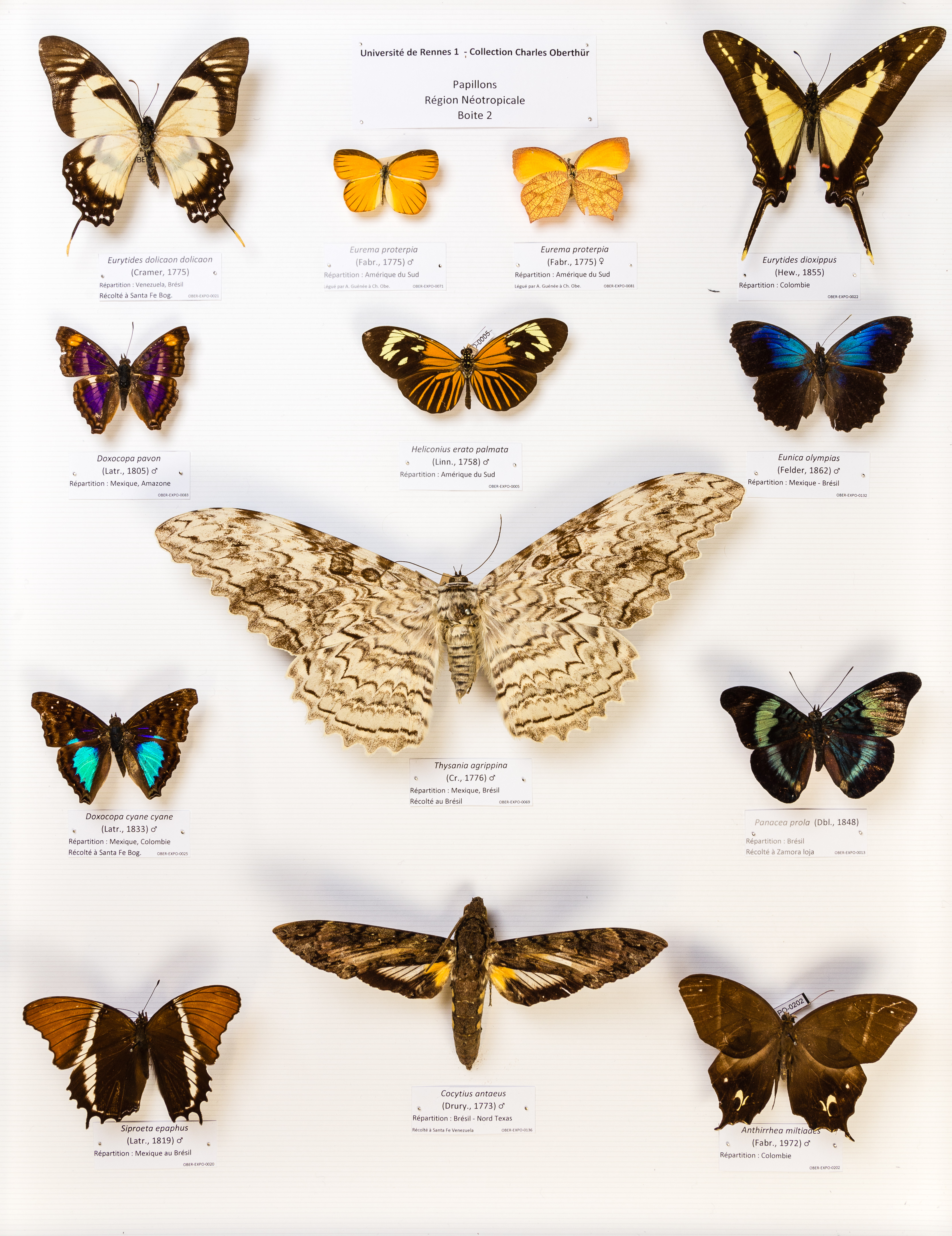
border
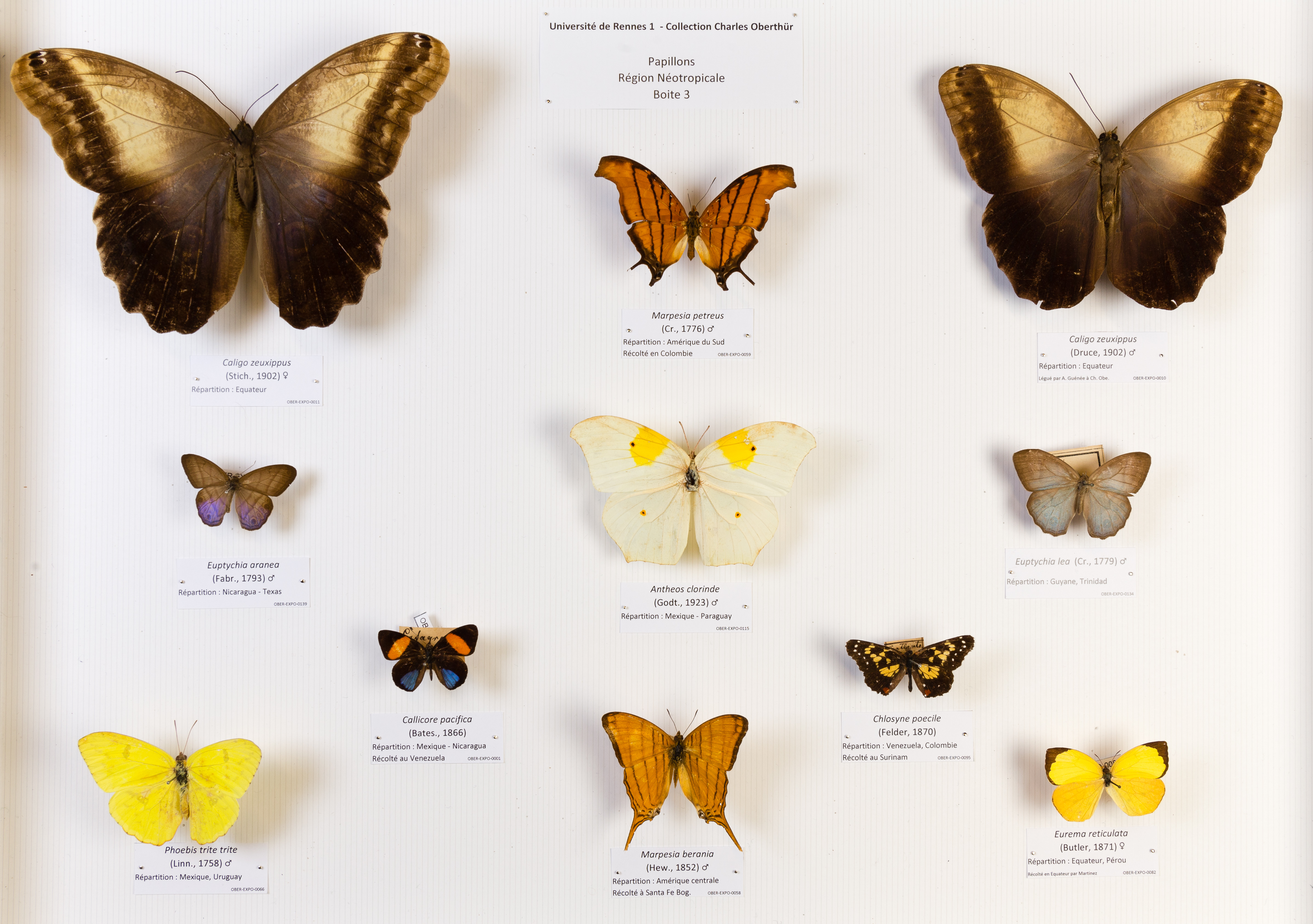
border
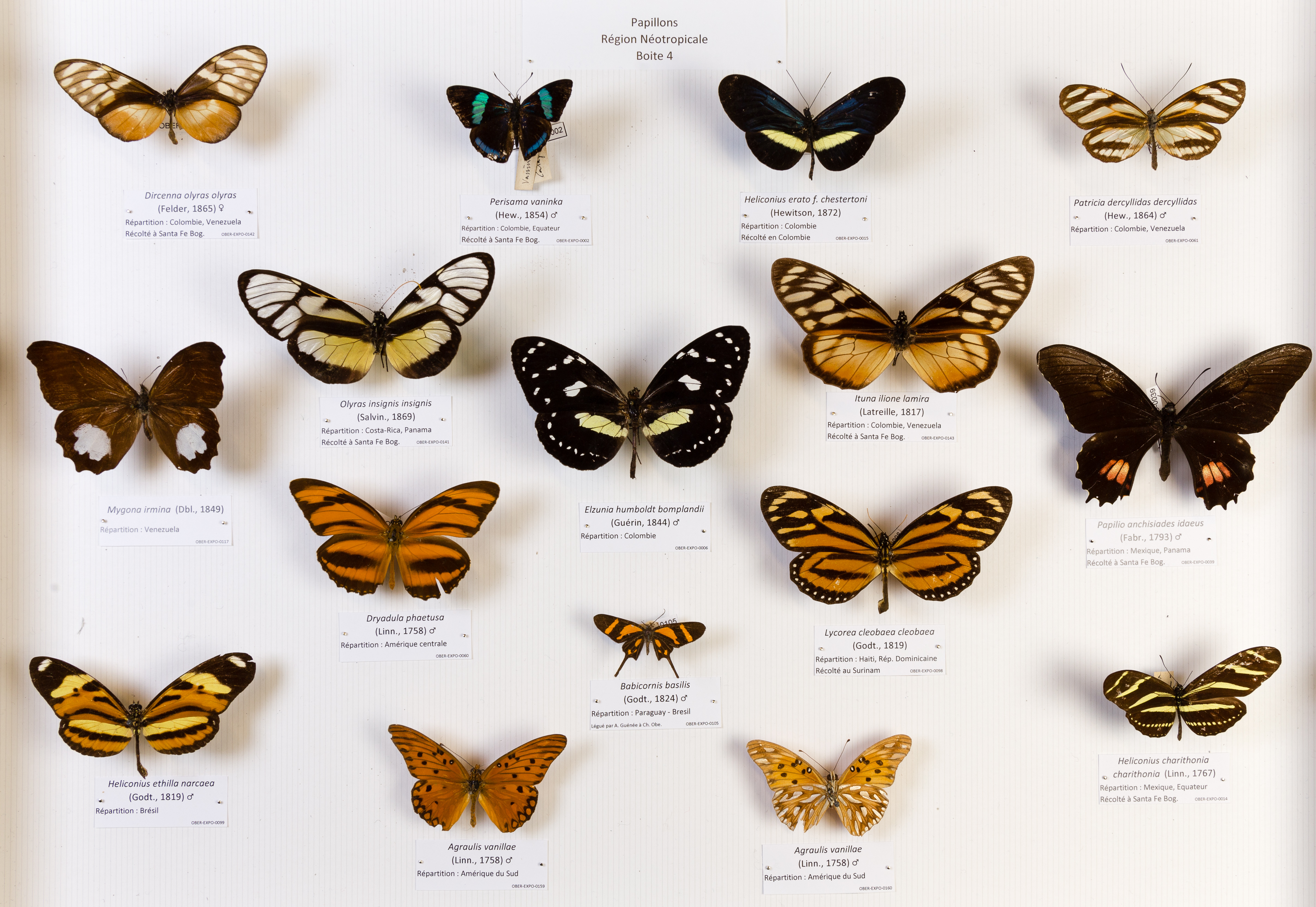
border

## Рослини
Родини, які походять з Неотропіки, включають Bromeliaceae, Cannaceae і Heliconiaceae.
Важливі сільськогосподарські рослини, що походять з Неотропіки:
- картопля (Solanum tuberosum)
- помідор (Solanum lycopersicum)
- какао (Theobroma cacao)
- кукурудза(Zea mays)
- квасоля (Phaseolus lunatus)
- бавовник(Gossypium barbadense)
- маніок (Manihot esculenta)
- батат (Ipomoea batatas)
- амарант (Amaranthus caudatus)
- кіноа (Chenopodium quinoa)